# Jedrska puška Davy Crockett
M-29 Davy Crockett ali M-28 je bila puška z majhnim taktičnim jedrskim nabojem. Izstrelila se je iz gladkocevne puške, pri izstrelu ni bilo odsuna. Razvili so jo Američani v času Hladne vojne. Poimenovana je po ameriškem kongresniku, vojaku in nacionalnem junaku Davy Crockettu. Je bilo eno izmed najmanjših jedrskih orožij kdajkoli zgrajenih.
Orožje je bilo namenjeno zaustavljanju sovjetskih tankovskih enot, če bi prišlo do invazije. Naboj M-388 je uporabljal jedrske konico Mk-54 (verzija konice W54), moč je bila izredno majhna in sicer samo 10-20 TNT. Praktično najšibkejše fisijsko jedrsko orožje, ki ga je še možno izdelati. Nasledniki puške Davy Crockett so imeli možnost izbire možnosti moči pred izstrelitvijo. Naboj M338 je tehtal 34,5 kg, dolg je bil 78,7 cm, premer je bil 28 cm.
M388 se je dalo izstreliti iz dveh pušk: iz 4 inčne (120 mm) M28, ki je imela doseg približno 2 kilometra ali pa iz 6,1 inčne (155 mm) M29, ki je imela doseg 4 kilometre. Obe puški sta bili precej nenatančni. Glavni hazard je bilo radioaktivno sevanje. V radiju je bilo 10000 rem, v radiju 400 metrov pa okrog 600 rem, kar je bilo najverjetneje smrtna doza.
Bojno konico so testirali 7. julija 1962 in še enkrat 17. julija. Proizvodnja, ki je obsegala 2100 orožij se je začela leta 1956. Ameriška kopenska vojska je uporabljala Davy Crockett do 1970ih.